# 346261 Alexandrescu
346261 Alexandrescu este o planetă minoră (asteroid) din centura de asteroizi. A fost descoperită pe 12 martie 2008 la Observatorul La Silla de EURONEAR. 
Obiectul prezintă o orbită caracterizată de o semiaxă mare de 2,2441014756782 UAi, o excentricitate de 0,17, o înclinație de 6,6 ° în raport cu ecliptica.

## Denumirea asteroidului
Asteroidul a primit denumirea în cinstea astronomului român Harald  Alexandrescu.